# Takashi Katada
Takashi Katada (25 luglio 1981) è un karateka giapponese, campione del mondo nel 2002.

## Palmarès
- Mondiali:

1 (2002)
- Campionati Asiatici:

2 (2005 e 2007)